# Эдикты о терпимости Иосифа II

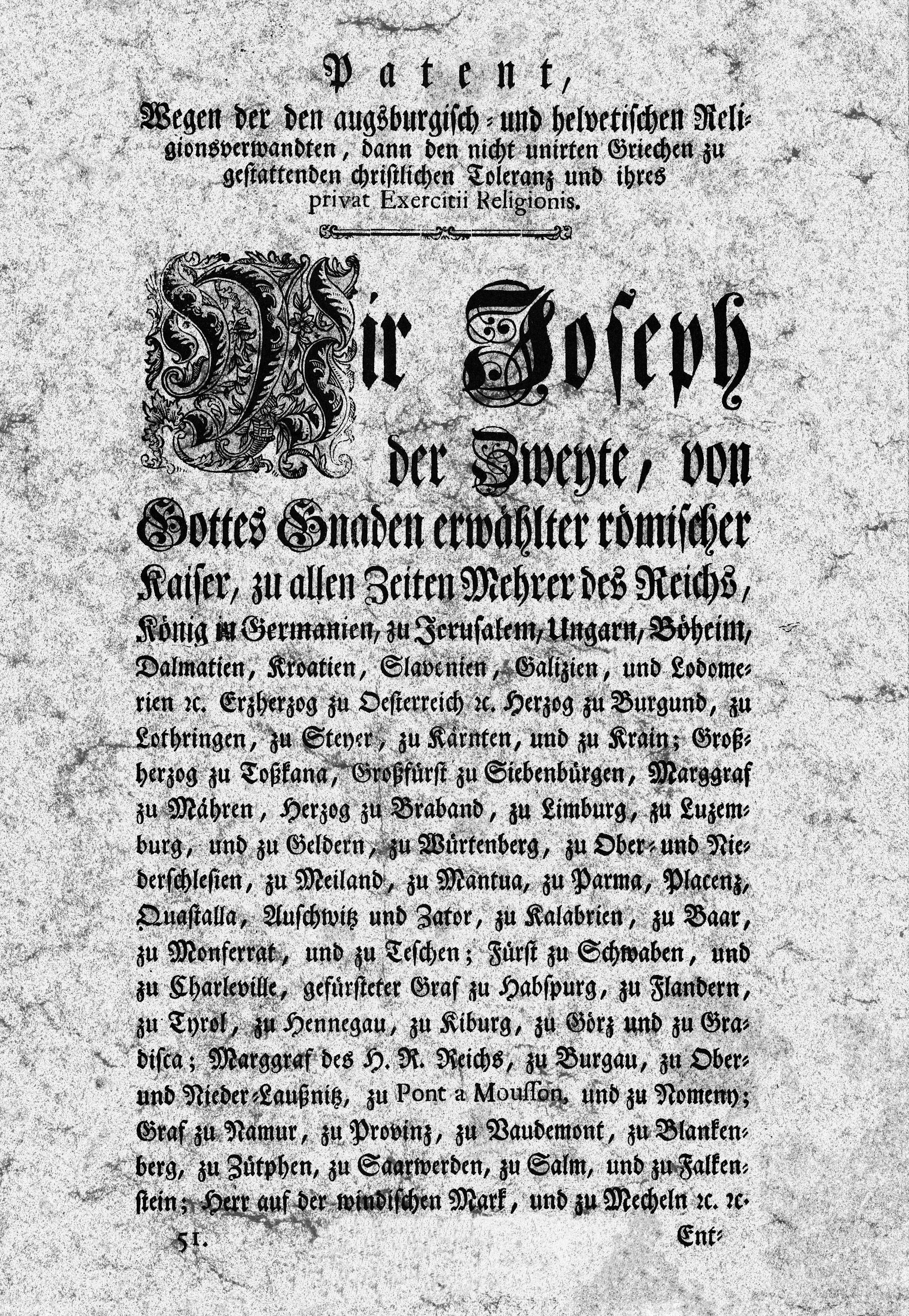
Страница 1 патента 1781 г.

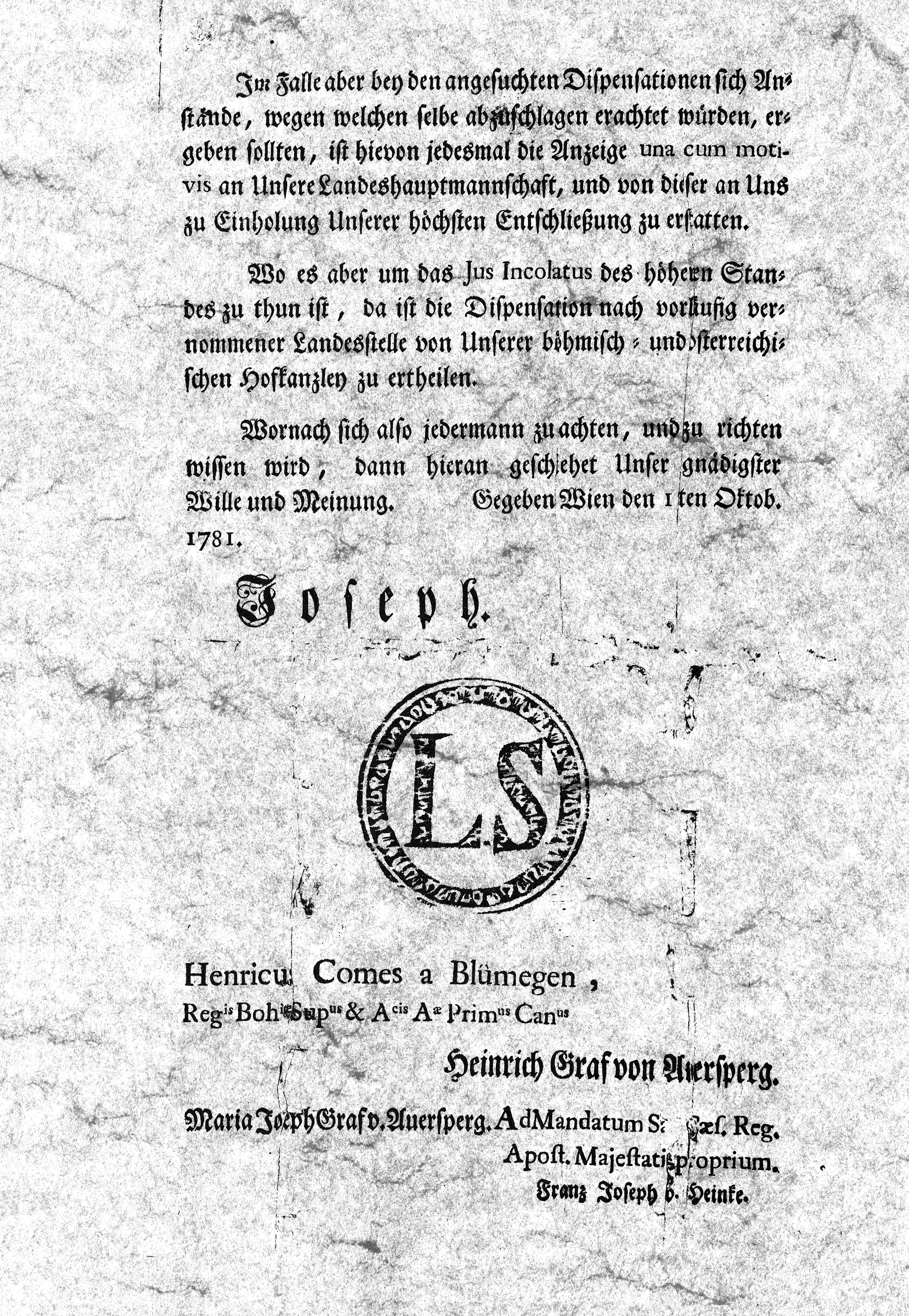
Страница 5 патента 1781 г.

Эдикты о терпимости — указы о терпимости императора Священной Римской империи Иосифа II в рамках реформ (см.: иосифинизм), позволивших национальным и религиозным меньшинствам, ранее подвергавшимся дискриминации в австрийских наследственных землях, более свободно исповедовать свою религию. Господство католической церкви пр этом продолжало существовать.
Эдикты терпимости можно рассматривать как завершение контрреформации.

## Эдикты терпимости Иосифа II

### Эдикт 1781 г.
Эдикт от 13 октябрь 1781 года  позволил протестантским церквям (лютеранским и реформатским) и православным на землях короны Габсбургов, признанных Вестфальским миром, впервые после контрреформации снова исповедовать свою религию (см.: Евангелическая церковь Гельветского исповедания и Евангелическая церковь Аугсбургского исповедания). Богемские братья при этом продолжали оставаться вне закона. Однако их религиозная практика по-прежнему подчинялась условиям:

#### Юридические ограничения
Как официальный акт, церемония бракосочетания должна была оставаться в руках католической церкви, которая была близка к государству.

#### Молитвенные дома терпимости
Эдикт позволил строить протестантские молитвенные дома на землях короны Габсбургской монархии с 1781 года, которые позже стали называть молитвенными домами терпимости или церквями терпимости. Эти протестантские молитвенные дома подвергались дискриминационным структурным ограничениям, аналогичным артикулярнным церквям, разрешенным за 100 лет ранее в северной части Венгрии. Им не разрешалось носить название «церковь» и  внешне выглядеть как церковь (они не должны были отличаться от обычных городских домов). Не допускались, например, круглые окна и колокольни. Молитвенные дома должны были находиться на расстоянии не менее 50 м от главной дороги и иметь вход, обращенный в сторону от главной дороги. Кроме того, молитвенный дом можно было построить только в том случае, если не менее 100 семей или 500 человек в определенной местности исповедовали евангельскую веру.
Эдикт был издан 13 и 27 октябрь 1781 года и провозглашенны в немецких и чешских провинций, 25 октября или 21 декабрь 1781 г. для Венгрии, 10 ноября 1781 г. для Галиции, 12 ноября 1781 г. для бельгийских провинций, 30 май 1782 г. для Ломбардии. Между 6 ноября и 9 декабря 1781 года был провозглашен в Тироле   
В результате стало очевидно, что в некоторых областях Австрии протестантские традиции могли сохраняться около полутора столетий благодаря тайному протестантизму. В Гозау в Зальцкаммергуте, например, почти все население даже официально называло себя «акатоликами», как уничижительно называли протестантов.

### Эдикт 1782 г.

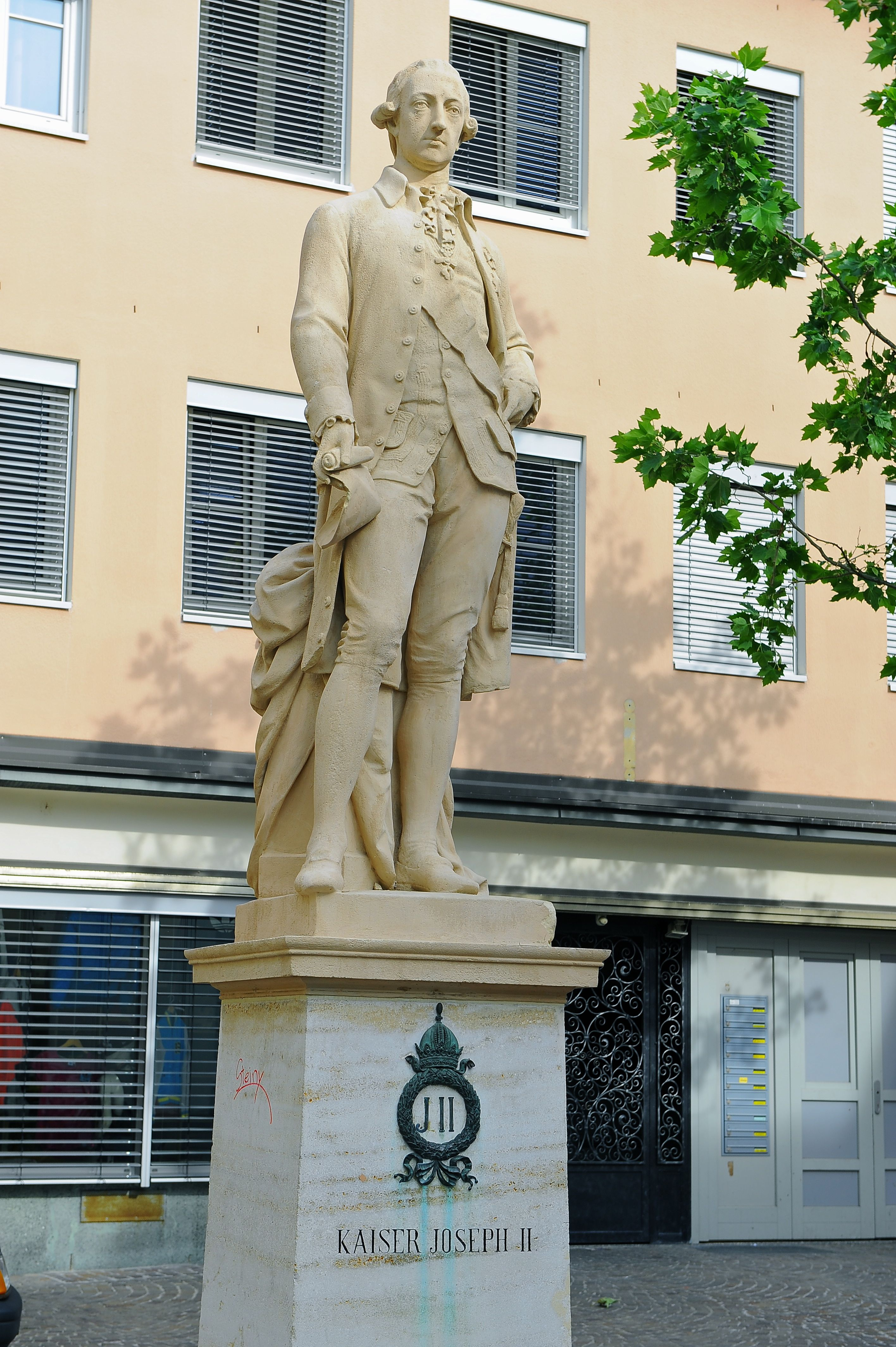
Памятник императору Иосифу II с Эдиктом о толерантности в правой руке

В эдикте от 2 января 1782 года евреям была предоставлена большая свобода исповедовать свою религию.

### Эдикт 1785 г.
По эдикту от 11 декабря 1785 года масонство было легализовано, но количество разрешенных лож было ограничено, что привело к созданию двух коллективных лож в Вене.
По уголовному патенту от 2 январь 1795 г.  Франца II масонство, как и другие «тайные общества», вновь было запрещено.

### Трудность перехода
С 1787 года переход от католической церкви к протестантской снова был затруднен тем, что нужно было пройти шестинедельное религиозное обучение. Предпосылкой к этой мере послужило, с одной стороны, то, что в некоторых районах Австрии — к северо-востоку от Вельса в Верхней Австрии, Внутреннем Зальцкаммергуте, вокруг Шладминга в Штирии и в Верхней Каринтии — иногда более половины населения исповедовало протестантизм. С другой стороны, некоторые протестанты воспользовались повсеместным невежеством некоторых католиков в вопросах веры, чтобы как можно быстрее набрать количество людей, необходимое для строительства молитвенного дома.

### Дальнейшее развитие
В результате политических потрясений 1848/49 годов были сняты многочисленные ограничения в отношении протестантов. Уничижительный и официально используемый термин «акатолический» был заменен на «евангелический аугсбургского или гельветского исповедания». Были сняты структурные ограничения на церковные здания. Уже 23 мая 1849 года в Вельсе был заложен первый камень в фундамент первой в Австрии протестантской церкви с колокольней. Почти все молитвенные дома были перестроены под внешний вид церкви.
Только в 1861 году протестантам была предоставлена широкая свобода вероисповедания, и государство отказалось от надзорных функций.
Наконец, протестантский закон 1961 г. перерегулировал отношения между протестантскими церквями и государством в смысле полной внутренней свободы церквей.

## Сообщества терпимости
Церковные общины, которые могли юридически формироваться на основе Эдикта о терпимости среди тайных протестантов, были обозначены как общины терпимости .
В районах, где проживало не менее 100 евангельских семей (в часе ходьбы от места), разрешалось возводить молитвенные дома. Однако это не могло быть узнаваемо как церковь снаружи, не имело доступа с улицы и колоколен. По эдикту можно было строить школы. Также назначатся пасторы и учителя. И что было важно для отдельного евангелиста: он мог стать мастером, получить гражданские права и учиться.

### Сообщества терпимости в современной Австрии
Между 1781 и 1795 годами на территории современной Австрии было создано 48 общин терпимости:
- Одна в Нижней Австрии : Миттербах-ам-Эрлауфзее (1785 г.). [6]
- Две в Вене : Венская лютеранская городская церковь AB (1782 г.), Венская реформатская городская церковь HB (1782 г.). [6]
- В Штирии три: Рамзау-ам-Дахштайн (1782 г.), Шладминг (1782 г.), Вальд-ам-Шоберпасс (1795 г.). [6]
- Девять в Верхней Австрии : Гойзерн (1782 г.), Эфердинг (1783 г.), Госау (1784 г.), Нойкематен (1783 г.), Руценмоос (1781 г.), Шартен (1784 г.), Тенинг (1783 г.), Валлерн-ан-дер-Тратнах (1782 г.), Вельс ( 1782 г.). [7]
- Четырнадцать в Каринтии : Арриах (1782 г.), (Бад) Блайберг (1783 г.), Айзентраттен (1784 г.), Фефферниц близ Патерниона (1784 г.), Фельд-ам-Зее (1782 г.), Фрезах (1782 г.), Гнесау (1783 г.), Св. Рупрехт близ Филлах (1782 г.), Требезинг (1782 г.), Тресдорф (1783 г.), Ватшиг-Хермагор (1782 г.), Вайсбриах близ Гитшталя (1782 г.), Злан (1782 г.), Дорнбах на Мальтатале (1791 г.). [6]
- Восемнадцать в Бургенланде : Эльтендорф (1783 г.), Гольс (1783 г.), Коберсдорф (1783 г.), Кукмирн (1783 г.), Луцманнсбург (1783 г.), Маркт-Альхау (1783 г.), Мёрбиш (1785 г.), Зигет-ан-дер-Варт (Ротентурм-ан-дер-Пинка) (1785 г.), Обершютцен (1783 г.), Пинкафельд (1783 г.), Пёттельсдорф (1783 г.), Рехниц (1783 г.), Руст (1781 г.), Штадчлайнинг (1782 г.), Штоб (1783 г.), Цурндорф (1783 г.), Бернштейн в Бургенланде (1783 г.), Neuhaus am Klausenbach (1792 г.), Oberwart ( суставная церковь HB с 1681 г. по венгерскому законодательству, толерантная община HB с 1781 г.). [6]

Молитвенные дома терпимости следует отличать от 48 общин терпимости в современной Австрии. Поскольку у многих церквей терпимости также были дочерние церкви и проповеднические центры, количество молитвенных домов терпимости было значительно больше. По всей австрийской монархии было основано более 1100 приходов, большинство из них за Лайтой в венгерской части (Транслейтания).
После 1795 года протестантские общины все еще были разрешены, но с гораздо более строгими ограничениями, чем в предыдущие годы. Изменение курса произошло только после смерти Иосифа II и Леопольд II последним императором Священной Римской империи Францем, который был коронован в 1792 г. Значительное увеличение количества протестантских приходов произошло только после вступления в силу протестантского эдикта 1861 г., поскольку этот закон снял ряд ограничений 
По состоянию на октябрь 1782 г. в Цислейтании уже было зарегистрировано 73 722 протестанта, а к концу 1785 г. их число, возросло до 107 454 христиан-протестантов. 

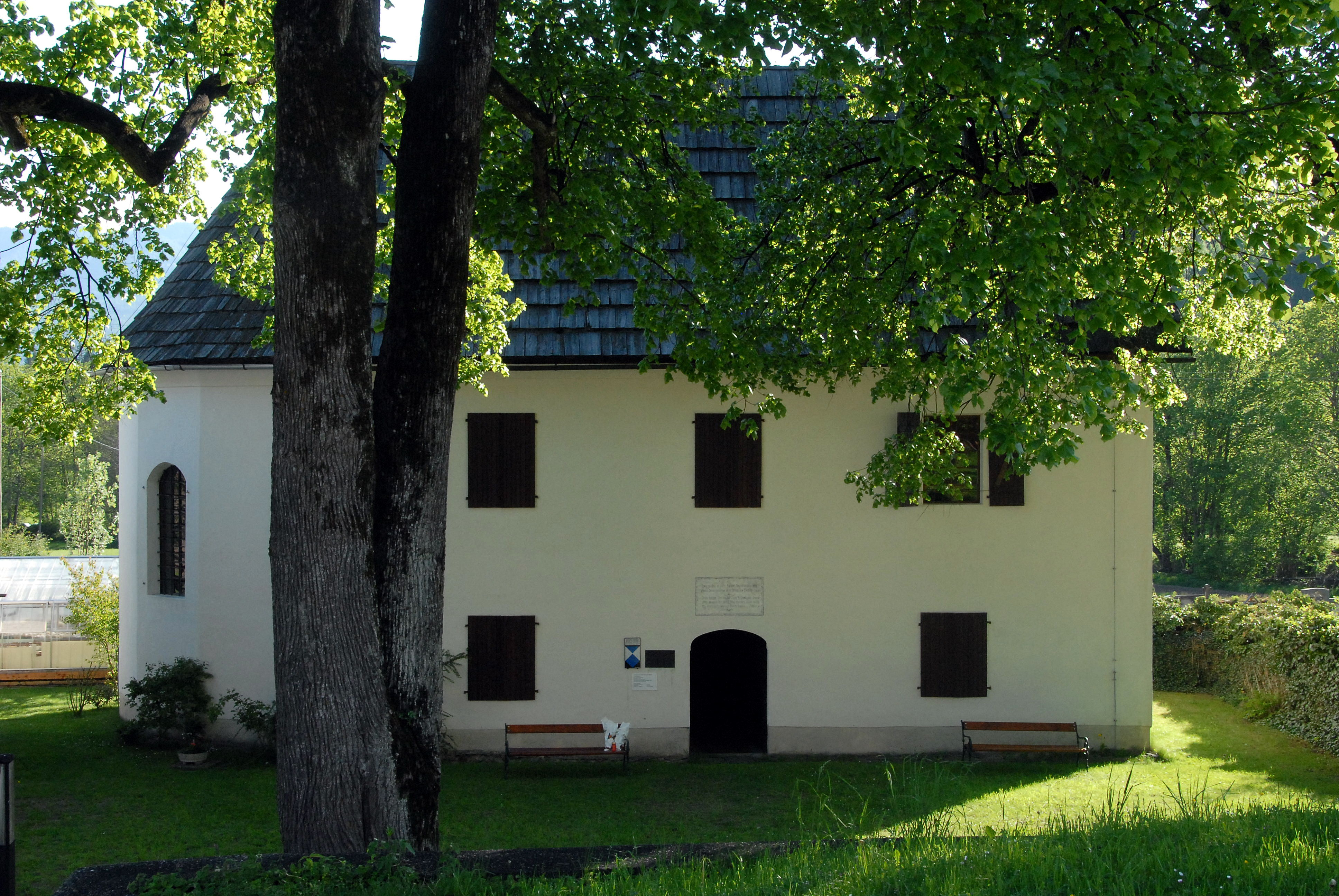
Молитвенный дом толерантности во Фрезахе (ныне епархиальный музей)

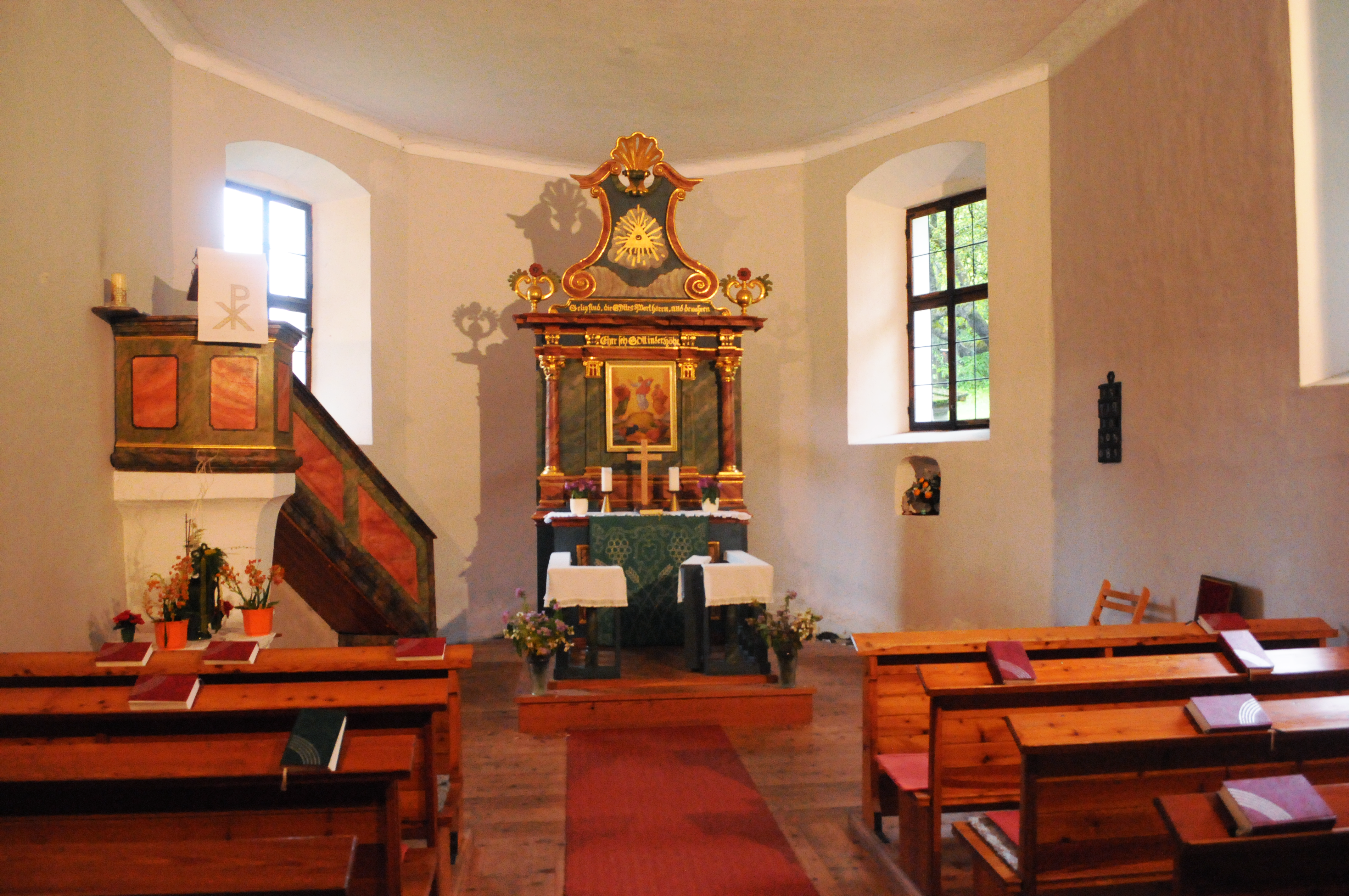
Молитвенный дом терпимости в Санкт-Иоганн-ам-Тауэрн (сегодня церковь веры)

### Сохранившиеся молитвенные дома терпимости

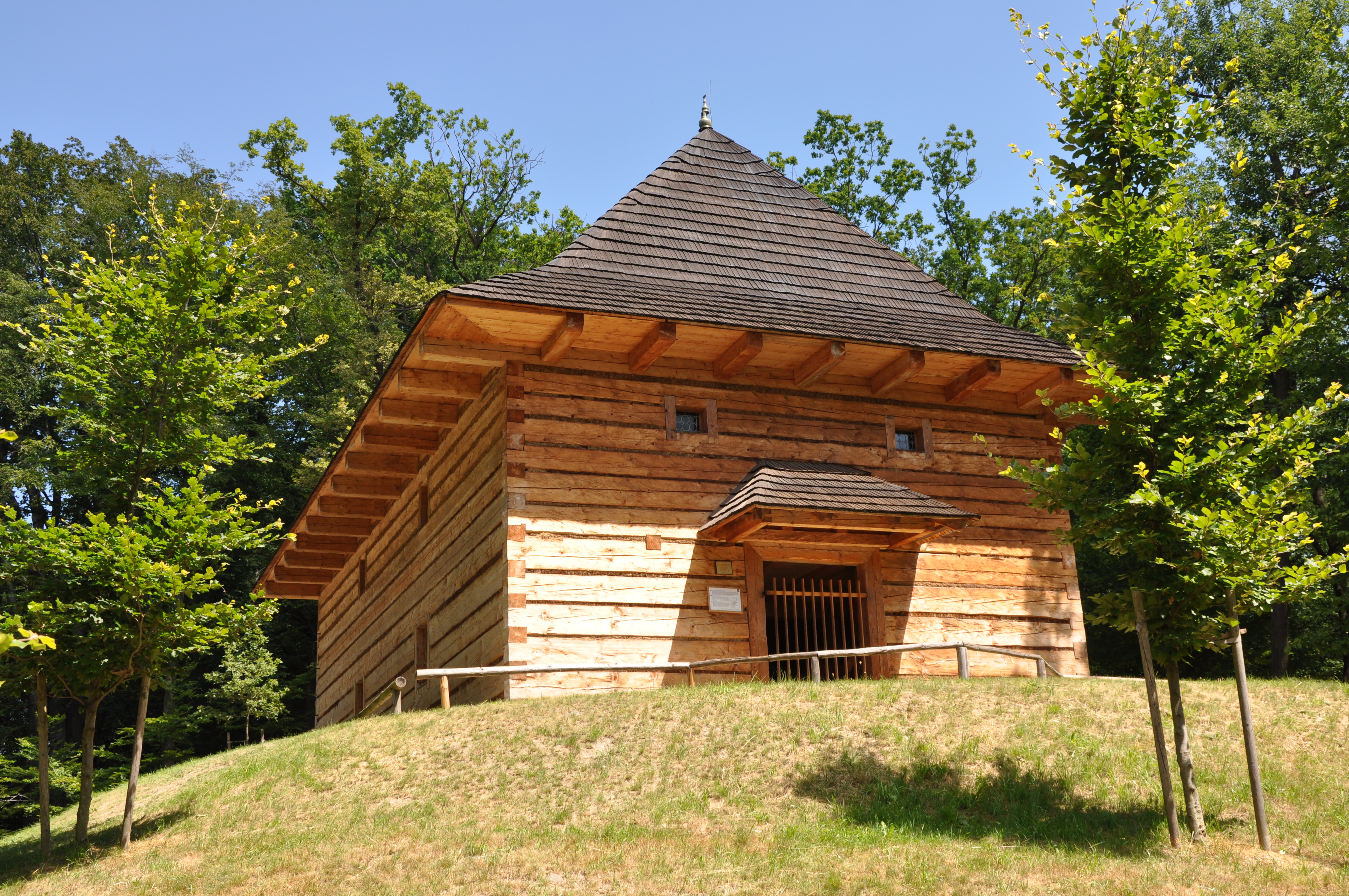
Реконструированный молитвенный дом терпимости в Валашском музее под открытым небом (Чехия)

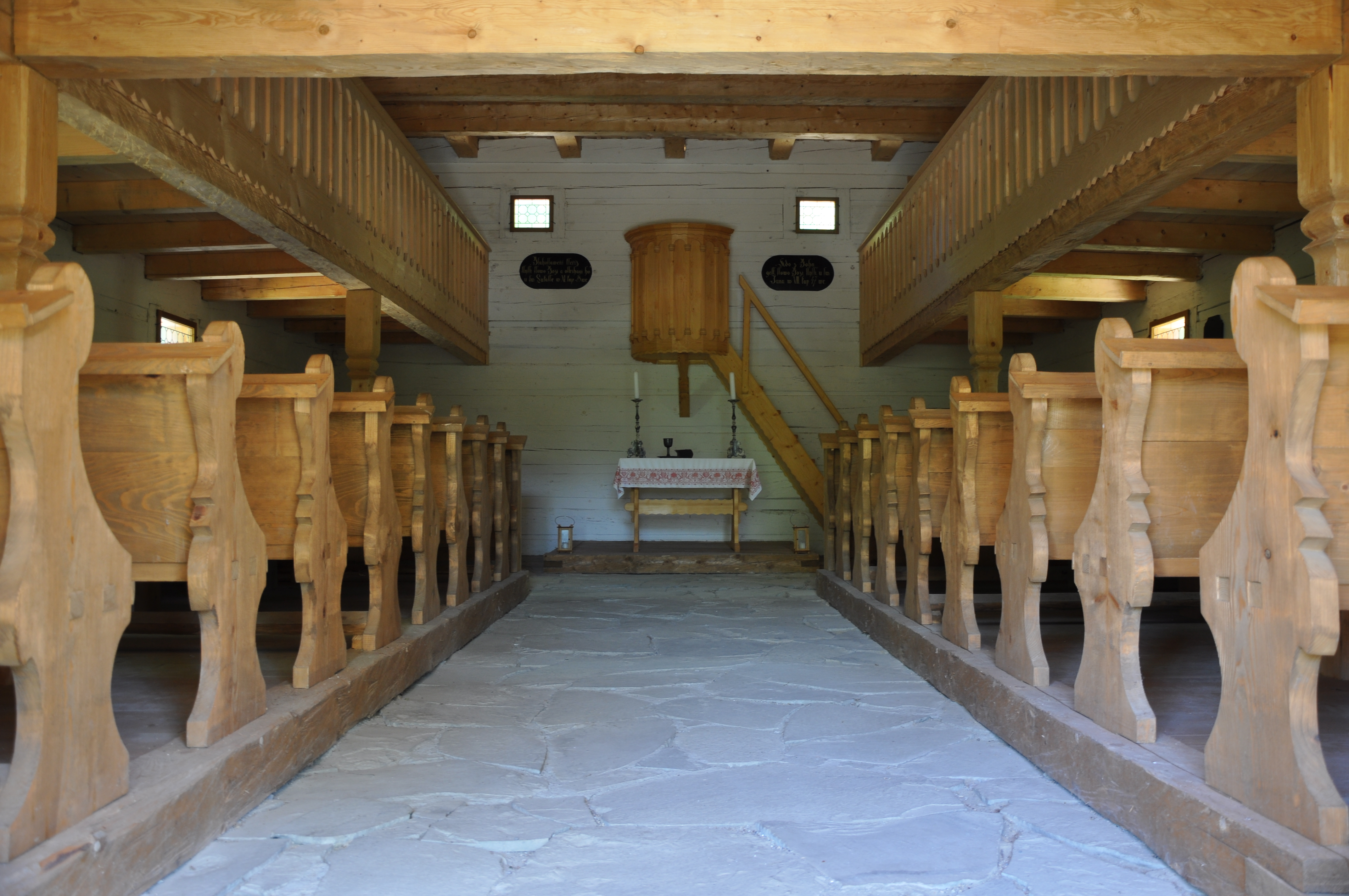
Внутри реконструированного молитвенного дома терпимости в Валашском музее под открытым небом.

С ростом свободы некоторые из упомянутых домов за последние двести лет были более или менее приспособлены под церкви, в зависимости от их использования, а иногда, как в Вене и Граце, больше не признаются молитвенными домами терпимости. Молитвенный дом толерантности Ватшигер остался оригинальным и до сих пор используется в этом виде.
- Эфердинг (Верхняя Австрия)
- Молитвенный дом толерантности Эйнёде (собрание прихожан на озере Оссиахер-Си / Каринтия)
- Молитвенный дом толерантности (Фресах) (Каринтия)
- Heilandskirche (Грац) (Kaiser-Joseph-Platz)
- Линц (сельская дорога)
- Миттербах-ам-Эрлауфзее
- Евангелическая приходская церковь в Нойхаус-ам-Клаузенбах (Бургенланд)
- Нойкематен (муниципалитет Пибербах / Верхняя Австрия)
- Церковь веры (Санкт-Иоганн-ам-Тауэрн) (Штирия)
- Молитвенный дом толерантности (Тенинг) (муниципалитет Кирхберг-Тенинг/Верхняя Австрия)
- Чоран (муниципалитет Штайндорф-ам-Оссиахер-Зее / Каринтия)
- Унтершартен (муниципалитет Шартен / Верхняя Австрия)
- Молитвенный дом терпимости Ватшигер (муниципалитет Хермагор-Прессеггер-Зее / Каринтия)
- Реформатская городская церковь (Вена)
- Цурндорф (Бургенланд)
- Реконструированный молитвенный дом терпимости в Валашском музее под открытым небом (сегодня Чехия)

## Смотри тоже
- История христианства в Австрии
- История евреев в Австрии
- Свобода вероисповедания в Австрии
- Деревянные церкви в Марамуреше

## литература
- Гюнтер Штембергер (ред.): 2000 лет христианства. Иллюстрированная церковная история в цвете. Павляк, Herrsching 1983, ISBN 3-88199-122-0, особенно. Глава «Богословие, Просвещение и идеализм », стр. 539 и далее.
- Карл Р. Поппер : О свободе. В: Дер.: Вся жизнь — это решение проблем. О знаниях, истории и политике. 8-й. версия. Пайпер, Мюнхен, 2004 г., ISBN 3-492-22300-1, стр. 155–172.
- Луиза Хехт: Патенты на допуски. В: Дэн Дайнер (ред. ): Энциклопедия еврейской истории и культуры (EJGK). Том 6: Та – З. Мецлер, Штутгарт/Веймар, 2015 г., ISBN 978-3-476-02506-7, стр. 137-141.